# Bundesverband der Windenergie Offshore
Der Bundesverband der Windenergie Offshore e.V. (BWO) ist ein Fachverband für Unternehmen, die Windparks in der deutschen Nord- und Ostsee planen, errichten und betreiben. Die Geschäftsstelle des Verbandes befindet sich in Berlin-Mitte. Geschäftsführer war seit der Gründung im Jahr 2015 bis 2020 Uwe Knickrehm, Anfang 2020 folgte ihm Stefan Thimm.

## Geschichte
Anfang 2015 wurde die Vorgängerorganisation Arbeitsgemeinschaft Offshore-Windenergie von zwölf Betreiberunternehmen gegründet. Diese Unternehmen waren bis Ende 2014 unter dem Dach der Stiftung Offshore-Windenergie in der Arbeitsgruppe Betreiber organisiert. Die Gründung des Vereins diente dazu, die bisherige Arbeitsstruktur zu optimieren und kartellrechtlich abzusichern.
2018 wurde die Arbeitsgemeinschaft Offshore-Windenergie in Bundesverband der Windparkbetreiber Offshore umbenannt.
2023 hat sich der Verein weiter geöffnet und nimmt Unternehmen der gesamten Wertschöpfungskette auf. Der Name wurde in Bundesverband der Windenergie Offshore geändert und das Logo angepasst.

## Aufgaben und Tätigkeit
Der Bundesverband Windenergie Offshore e.V. will die Erfahrungen und Kompetenzen seiner Mitglieder bündeln und leitet daraus politische Handlungsempfehlungen ab. Laut Satzung hat der Verein die Aufgabe, den Ausbau der Windenergie auf See (Offshore Windenergie) in der Bundesrepublik Deutschland oder in anderen Ländern der Europäischen Union aktiv zu fördern. Der Verein soll darüber hinaus den industrieweiten Austausch zu technischen und rechtlichen Themen fördern mit dem Ziel, einen dauerhaften Beitrag zur kostengünstigen und nachhaltigen Energieversorgung aus Offshore Windenergieanlagen zu liefern.
Dazu sollen die bisherigen Entwicklungen von Offshore-Windenergie ausgewertet und mögliche Folgen künftiger Rahmenbedingungen analysiert werden. Für das Gelingen der Energiewende setzt sich der Verband für einen Genehmigungs- und Infrastrukturrahmen ein, der einen volkswirtschaftlich kosteneffizienten Ausbau der Offshore-Windenergie ermöglicht.

## Mitglieder
Unter den Mitgliedern des BWO befinden sich sowohl große Energieversorger als auch kleine und mittelständische Unternehmen, die nur einen Windpark betreiben. Mit dem Beitritt von Parkwind NV – KNK Wind im Februar 2019 vertritt der BWO wieder alle bestehenden und geplanten Offshore-Windparks in Deutschland.
Der Verein zieht jährlich neue Mitgliedsunternehmen an. Im August 2024 waren es insgesamt 49.